# Стирлинг, Роберт
Ро́берт Сти́рлинг (англ. Robert Stirling) (25 октября 1790, Клог Фарм, Шотландия — 6 июня 1878, Галстон, Шотландия) — шотландский священник, изобретатель двигателя Стирлинга.

## Биография
Стирлинг родился в Клог Фарме недалеко от Метвена, Шотландия. Он был третьим ребёнком в семье, а всего детей было восемь. От отца он унаследовал интерес к конструированию техники, но изучал богословие и стал священником пресвитерианской Церкви Шотландии в местечке Лайф Кирк в 1816 году.
В 1819 году Стирлинг вступил в брак с Джиной Рэнкин. У них было семеро детей, двое из них: Патрик Стирлинг и Джеймс Стирлинг стали инженерами по паровозостроению.
Стирлинг умер в Галстоне, Шотландия в 1878 году.

## Научная и техническая деятельность

### Тепловой двигатель
Стирлинг был весьма обеспокоен травматизмом рабочих, работающих в его приходе с паровыми двигателями. Эти двигатели часто взрывались из-за низкого качества металла, из которого они изготавливались, калеча заводских работников. Более прочного материала в те годы не существовало. Стирлинг решил усовершенствовать конструкцию теплового двигателя сделав его более безопасным.
Стирлинг придумал устройство, которое он назвал «эконом тепла» (сейчас такое устройство называют регенератором или теплообменником). Это устройство служит для повышения тепловой эффективности различных процессов. Стирлинг получил патент на двигатель с «экономом тепла» в 1816 году. Двигатель Стирлинга не может взорваться, потому что работает при более низком давлении, чем паровая машина, и не может причинить ожоги паром. В 1818 он построил первый практичный вариант своего двигателя и использовал его в насосе для откачки воды из карьера.
Теоретических основ работы двигателя Стирлинга — цикл Стирлинга — не существовало до тех пор, пока не появились работы Сади Карно. Карно разработал и опубликовал в 1825 году общую теорию работы тепловых двигателей — Цикл Карно, из которой цикл Стирлинга строится аналогичным образом.
В дальнейшем Стирлинг вместе со своим братом Джеймсом получил ещё несколько патентов на усовершенствование воздушного двигателя. А в 1840 году Джеймс построил большой воздушный двигатель для привода всех механизмов в своей литейной компании.

### Оптические инструменты
Проживая в Килмарноке, Стирлинг сотрудничал с другим изобретателем — Томасом Мортоном, который предоставлял Стирлингу всё своё оборудование и инструменты для проведения опытов. Они оба интересовались астрономией. У Мортона Стирлинг научился шлифовать линзы, после чего изобрел ряд оптических приборов.

### Бессемеровский процесс
В письме от 1876 года Роберт Стирлинг признал важность нового изобретения Генри Бессемера — бессемеровский процесс производства стали, который сделал паровые двигатели безопаснее, а они, в свою очередь, угрожали сделать воздушный двигатель анахронизмом. Вместе с тем он также выразил надежду, что новая сталь позволит повысить эффективность и его воздушных двигателей.